# Лейкленд-Вілледж (Каліфорнія)
Лейкленд-Вілледж (англ. Lakeland Village) — переписна місцевість (CDP) в США, в окрузі Ріверсайд штату Каліфорнія. Населення — 12 364 особи (2020).

## Географія
Лейкленд-Вілледж розташований за координатами 33°38′56″ пн. ш. 117°22′1″ зх. д. / 33.64889° пн. ш. 117.36694° зх. д. (33.648956, -117.366823).  За даними Бюро перепису населення США в 2010 році переписна місцевість мала площу 22,63 км², з яких 22,47 км² — суходіл та 0,16 км² — водойми.

## Демографія
Згідно з переписом 2010 року, у переписній місцевості мешкала 11 541 особа в 3538 домогосподарствах у складі 2634 родин. Густота населення становила 510 осіб/км².  Було 3967 помешкань (175/км²).
Расовий склад населення:
| - 67,3 % — білих - 2,5 % — чорних або афроамериканців - 1,5 % — азіатів - 1,1 % — корінних американців - 0,2 % — вихідців з тихоокеанських островів - 22,3 % — осіб інших рас |

До двох чи більше рас належало 5,2 %. Частка іспаномовних становила 44,3 % від усіх жителів.
За віковим діапазоном населення розподілялося таким чином: 28,3 % — особи молодші 18 років, 63,8 % — особи у віці 18—64 років, 7,9 % — особи у віці 65 років та старші. Медіана віку мешканця становила 33,0 року. На 100 осіб жіночої статі у переписній місцевості припадало 103,3 чоловіків;  на 100 жінок у віці від 18 років та старших — 103,3 чоловіків також старших 18 років.
Середній дохід на одне домашнє господарство  становив 55 369 доларів США (медіана — 39 581), а середній дохід на одну сім'ю — 55 214 долари (медіана — 41 550). Медіана доходів становила 31 787 доларів для чоловіків та 29 392 долари для жінок. За межею бідності перебувало 25,6 % осіб, у тому числі 40,2 % дітей у віці до 18 років та 9,2 % осіб у віці 65 років та старших.
Цивільне працевлаштоване населення становило 4609 осіб. Основні галузі зайнятості: роздрібна торгівля — 18,5 %, освіта, охорона здоров'я та соціальна допомога — 16,9 %, будівництво — 12,5 %, мистецтво, розваги та відпочинок — 10,5 %.